# Plague Inc: Evolved
Plague Inc: Evolved je simulační realtimová videohra, kterou vyvinulo a vydalo nezávislé herní studio Ndemic Creations se sídlem ve Velké Británii. Jedná se o upravenou verzi předchozí hry Plague Inc., kterou vývojáři upravili pro PC a konzole. Ve hře hráč vytváří a vyvíjí patogen ve snaze zničit svět smrtícím morem. Hra využívá model epidemie s komplexním a realistickým souborem proměnných k simulaci šíření a závažnosti nákazy a přitáhla pozornost CDC.

## Hratelnost
Základní mód je stejný jako ve hře Plague Inc. – hráč ovládá nákazu, která nakazila nultého pacienta. Hráč musí nakazit a zabít celou světovou populaci tím, že bude mor vyvíjet a přizpůsobovat různým prostředím. Je zde však časový tlak na dokončení hry, a to dříve než lidé (protihráči) vyvinou lék. Vývojář uvedl, že videohra byla inspirována hrou Pandemic 2, vydanou v roce 2008 společností Dark Realm Studios.
Herní sérii ocenilo Centrum pro kontrolu a prevenci nemocí, které zároveň uvedlo: „Hra využívá netradiční cestu ke zvýšení povědomí veřejnosti o epidemiologii, přenosu nemocí a informacích o nemocech/pandemii. Hra vytváří poutavý svět, který zapojuje veřejnost do závažných témat veřejného zdraví.“ Vývojář hry byl dokonce pozván na přednášku v CDC.
Hra obsahuje také všechny rozšiřující balíčky z původní hry Plague Inc.

### Plague Inc: The Cure
Dne 28. ledna 2021 bylo vydán mód Plague Inc: The Cure, bezplatné DLC (nyní placené), ve kterém se hráč pokouší vymýtit rychle se šířící mor vytvořením léku dříve, než ztratí veškerou svou „autoritu“ kvůli příliš velké panice ze šíření nemoci.
Hráč může šíření nákazy zpomalit zavedením zdravotních pokynů, programů pro informování veřejnosti a kontinentálními lockdowny.[zdroj?]

## Vývoj a vydání
Videohra byla vydána s předběžný přístupem na službě Steam dne 20. února 2014.
V roce 2014 využil vývojář „téměř půl milionu zpětných vazeb a žádostí o funkce od hráčů“, aby pochopil, co hráči od hry očekávají, a uvedl, že se nachází „pouze na 50 procentech původního designového dokumentu Plague Inc“.
Režim pro více hráčů s názvem „VS. mode“ byl do hry přidán 1. prosince 2015. V tomto režimu soupeří dva hráči o to, kdo rozšíří po světě svou vlastní nákazu a zároveň zabrání herním lidem ve vynalezení léku a ve snaze vymýtit nemoc druhého hráče. Tento režim přidává do hry nové geny, evoluci a schopnosti.
Vydání verze 1.0 proběhlo 18. února 2016.
Dne 9. srpna 2019 vydala společnost Ndemic Creations hru Plague Inc.: Evolved pro platformu Nintendo Switch; hra se ovládá prostřednictvím Joy-Conu na Switchi nebo dotykové obrazovky.

## Přijetí
| Agregátor  | Skóre        |
| ---------- | ------------ |
| Metacritic | XONE: 80/100 |

| Udělil      | Skóre |
| ----------- | ----- |
| Eurogamer   | 7/10  |
| GamesRadar+ | 4/5   |
| OXM (UK)    | 4/5   |

Verze pro Xbox One získala od agregátoru recenzí Metacritic „obecně příznivé hodnocení“. Kritici hře udělili průměrnou známku 80 bodů ze 100.
V březnu 2016 udělilo italské vydání časopisu Eurogamer známku 7 z 10 – hru chválilo za poměrně komplexní hratelnost, ale mírně kritizovalo nedostatek hloubky způsobený jejím původem jako mobilní hry.
V říjnu 2015 udělil GamesRadar+ hodnocení 4 z 5 a uvedl, že hra je „delikátním balancováním“.
Značnou míru kontroverze hra vyvolala po vypuknutí (a v průběhu) pandemie covidu-19, kvůli které byl mód Plague Inc. Cure na některých platformách rozdáván zdarma.